# 라스 나바스 데 톨로사 전투

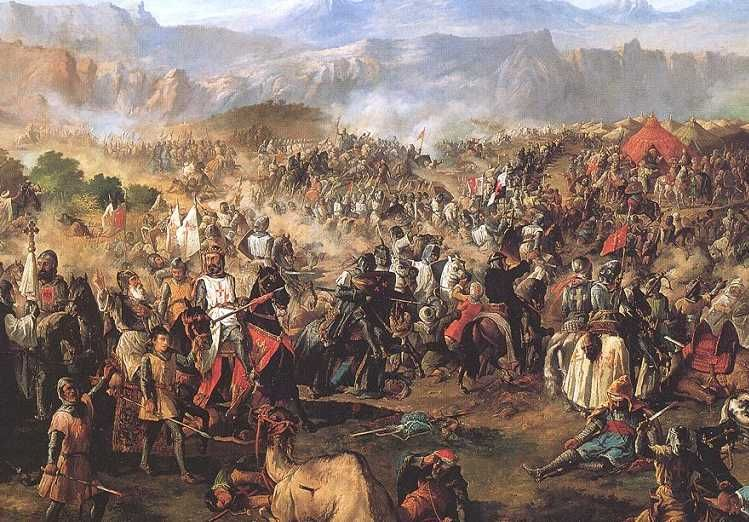

라스 나바스 데 톨로사 전투는 1212년 7월 12일, 약 600년 간 이베리아반도를 둘러싼 기독교 세력과 이슬람 세력의 투쟁을 기독교 세력의 결정적인 승리로 이끈 기독교 연합국(카스티야, 포르투갈, 아라곤, 나바라, 성전 기사단 등)과 무와히드 왕조 간 벌어진 대전투이다. 이슬람 역사에서는 알우카브 전투(아랍어: معركة العقاب)로 알려져 있다.

## 배경

### 알폰소 8세의 알라르코스 전투 패배
1195년 7월 19일 무와히드 왕조의 칼리파 야쿱 알 만수르와 카스티야의 알폰소 8세가 시우다드 레알 주에 위치한 알라르코스에서 맞붙었는데 무와히드 왕조가 이 전투에서 승리하면서 스페인가톨릭국토회복운동인 레콩키스타의 기세가 꺾였다. 당시 2만 5천명의 카스티야 군대 중 2만명이 죽거나 포로로 잡히는 등 막대한 피해가 발생했다. 승전의 기회를 놓치지 않은 야쿱은 말라곤, 베나벤테, 칼라트라바, 카라쿠엘, 토레 데 과달페르사 등 여러 성채를 함락하였다. 이후 공격적인 확장 정책은 야쿱의 후임자인 무함마드 알 나시르가 집권해서도 계속되었다.

### 가톨릭 세계의 위기와 연합국의 결성
가톨릭 왕국 중 강대국이었던 카스티야의 충격적인 패배는 주변 왕국들 뿐만 아니라 교황이 있는 로마에서도 위기 의식을 가지게 되는 계기가 되었다. 또한 1211년 무함마드 알 나시르는 강력한 군대를 이끌고 지브롤터 해협을 건너 기독교 영토를 침공하고 칼라트라바 기사단의 본거지인 살바티에라 성을 함락시켰다. 히스패닉 기독교 왕국의 중대한 위기라고 판단한 교황 인노첸시오 3세는 기독교 기사들을 십자군에 소집했다. 교황의 소집에 응한 카스티야 국왕 알폰소 8세를 중심으로 아라곤의 페드로 2세, 나바라의 산초 7세, 포르투갈의 아폰수 2세의 연합군이 결성되었다.

## 경과
전투는 1212년 7월 16일 아침에 시작되었다. 카스티야의 알폰소 8세가 이끄는 기독교 연합군은 기사, 보병, 석궁병으로 구성된 병력은 약 13,000명이었고, 무함마드 알 나시르가 지휘하는 군대는 그와 비슷하거나 약간 더 많은 병력을 보유한 것으로 추정된다.
알폰소 8세는 신중하게 전장을 선택하여 그의 군대를 산으로 둘러싸인 좁은 계곡 내 방어 진형에 배치했다. 이 지형 선택은 알 나시르 기병의 이점을 무력화하고 기동 능력을 제한하는 것을 목표로 했다. 연합군은 바위가 많은 지형을 이용하여 궁수와 석궁병을 높은 지대에 배치하여 다가오는 적에게 투사체를 퍼부었다.
이슬람 기병대는 원거리 공격을 저지하고 그들의 진형을 무너뜨리기 위해 전선에 대해 반복적인 돌격을 시작했다. 그러나 기독교인들은 창병으로 방패벽을 형성하고 훈련된 대열을 유지하면서 위치를 고수했고 피해는 점점 늘어만 갔다. 전투의 핵심 전환점은 산초 7세가 이끄는 나바라의 기사 파견대가 알모하드 센터에 대한 기습 공격을 시작했을 때 발생했다. 이 대담한 기동은 이슬람 진형을 혼란에 빠뜨리고 그들의 대열에 혼란을 야기했다. 어려운 지형으로 인해 이미 전투 과정 조율에 어려움을 겪고 있던 이슬람 군대는 갑작스러운 기독교도들의 맹공격에 압박을 받아 후퇴하기 시작했다.
퇴각은 곧 이슬람 군대 사이에 공황이 퍼지면서 무질서한 패주로 바뀌었다. 연합군은 이 기회를 이용하여 끈질긴 추격을 시작하여 도망치는 적들에게 막대한 사상자를 냈다. 많은 무와히드 병사들과 장수들은 참수당했고, 칼리파 자신도 간신히 포로를 피했다.

## 영향
카스티야 측은 곧바로 칼라트라바를 수복하였고 동명의 기사단 역시 옛 본부로 복귀했으나 이내 1218년 12km 떨어진 칼라트라바 라 누에바로 본부를 옮긴다. 한편 참패 후에도 무와히드 조의 안달루스 지배권 자체는 유지되었으나, 1225년에 시작된 내전 시에 칼리파 알 아딜이 모로코의 경쟁자를 치기 위해 안달루스 병력을 동원하며 군사력이 부재하게 되었다. 그 틈에 군벌 이븐 후드가 자립하였고, 카스티야 군이 남하하였다. 그후 20여년간 코르도바, 세비야가 차례로 함락되었고 그라나다에 자리잡은 나스르 왕조 만이 카스티야의 봉신국이 되는 조건으로 간신히 살아남을 수 있었다. 모로코에 국한된 무와히드 왕조 역시 반세기간 이어진 밀고 밀리는 전쟁 끝에 옛 제후국이던 마린 왕조에 의해 멸망하였다. 그 모든 발단은 나바스 데 톨로사 전투였다.